# Арена Львів
49°46′31″ пн. ш. 24°1′40″ сх. д. / 49.77528° пн. ш. 24.02778° сх. д.
Аре́на Львів — футбольний стадіон у Львові, розташований на півдні міста поблизу перетину вулиці Стрийської та Кільцевої (об'їзної) дороги. Розрахований на 34 915 глядачів.
Стадіон було збудовано для проведення матчів чемпіонату Європи з футболу 2012. Він став третім найдорожчим стадіоном в історії України (після НСК «Олімпійський» та «Донбас-Арени»). За кількістю місць для глядачів «Арена Львів» посідає 4-е місце в Україні, за освітленістю поля, 2800 люксів — перше місце.

## Назва
Ще на етапі конструювання попереднім робочим варіантом назви розглядали «Лемберг», німецьку назву Львова, але цю назву не було підтверджено.
У червні 2010 року мер Львова Андрій Садовий зазначив, що місто вже має пропозиції від відомих транснаціональних компаній, які готові взяти участь в аукціоні на право назви нового стадіону у Львові і що місто має ще рік, аби визначитися.. У грудні 2010 року Садовий повідомив, що робочою назвою стадіону є «Арена Львів».

## Історія

### Проєктування

Місцерозташування

18 квітня 2007 року стало відомо, що чемпіонат Європи з футболу 2012 відбудеться в Україні та Польщі. Серед міст-кандидатів на проведення Євро був Львів. Основний стадіон міста — «Україна» — не відповідав вимогам турніру, тож було вирішено будувати нову арену. 
21 травня 2007 року німецька компанія «Hochtief Construction» презентувала проєкт нової арени. На початку 2008 року німецький «Hochtief» замінили на австрійську «AlpineBau».
Стадіон почали будувати на південній околиці Львова — на автошляху М 06, що є частиною європейського транспортного коридору № 5, між житловим масивом Сихів і селом Сокільники. 
Розробником проєкту стадіону виступило «Конструкторське бюро Альберта Віммера», яке проєктувало стадіони для проведення фінальної частини чемпіонату Європи з футболу 2008 року в Австрії. Разом з австрійцями працювала львівська фірма «Арніка».
Львівський стадіон став третім найдорожчим стадіоном в історії України (після НСК «Олімпійський» та «Донбас-Арени»). За кількістю місць для глядачів «Арена Львів» посідає 4-е місце в Україні, за освітленістю поля — перше місце. Вартість будівництва стадіону спричинила критику і дискусію на тему доцільності і прозорості таких витрат: 
«…стадіон… став золотим для бюджету держави „завдяки“ халатності (чи злому умислу) чиновників». Зокрема, згідно з вимогами Державних будівельних норм України, кошторис проєктної документації мав складати тільки 10,6 млн. грн. Однак напередодні будівництва сума виявилась більшою на понад 27 млн. за норму.

### Будівництво

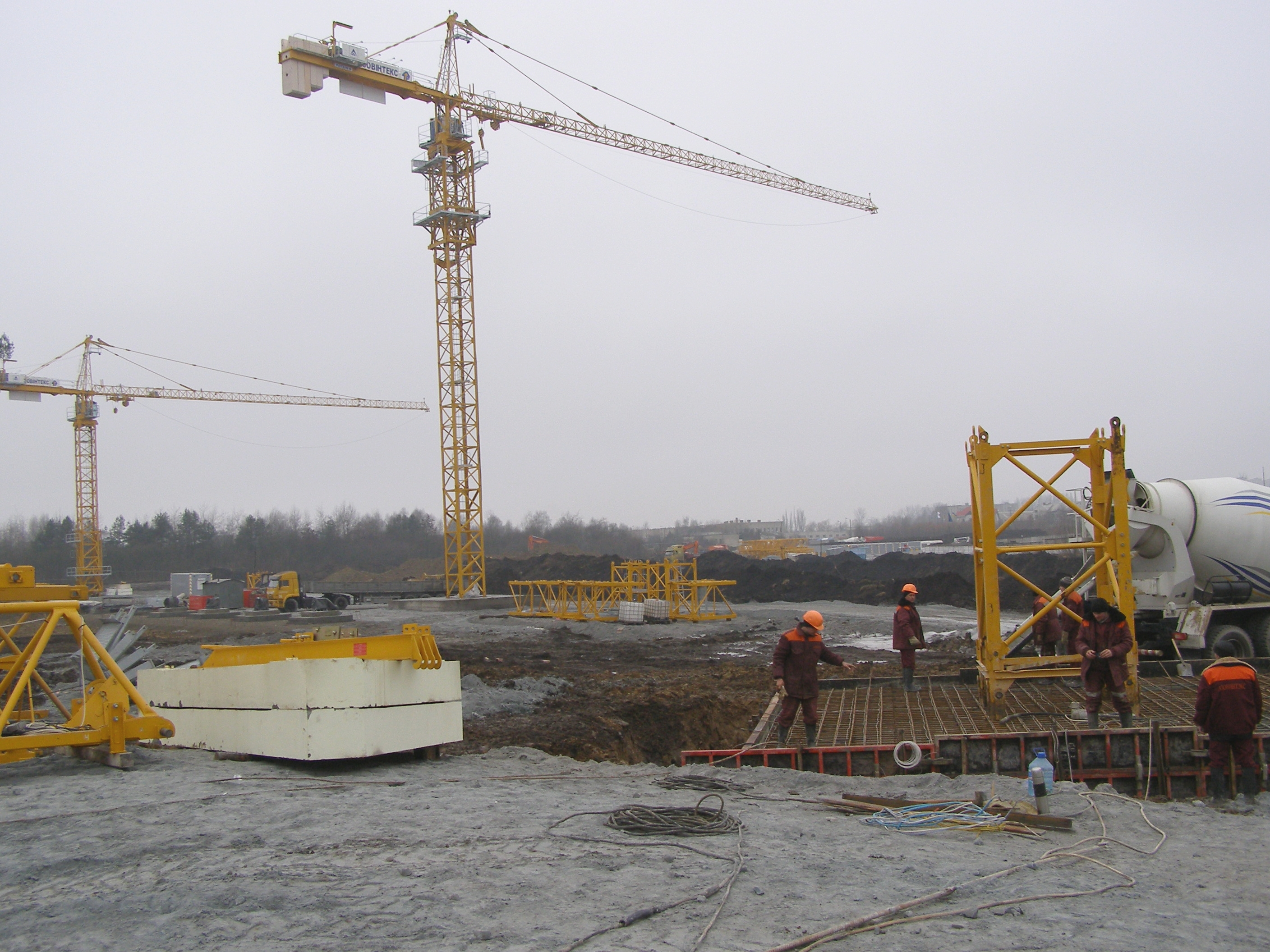
Початок будівництва — бетонування фундаменту під монтажний кран (січень 2009)

Протягом півтора року після оголошення господаря чемпіонату Європи 2012 будівельні роботи так і не було розпочато, а на початку жовтня 2008 року австрійська компанія «AlpineBau» відмовилась виконувати замовлення львівської влади. Сторони не зійшлися у розмірі фінансування робіт — 85 млн. євро, запроновані міськвладою, не влаштували компанію, яка захотіла привезти до Львова власну техніку та австрійців-будівельників, що значно збільшило б кошторис. 
23 жовтня 2008 року оприлюднено інформацію про переговори між керівництвом Львова та корпорацією Індустріальний союз Донбасу. 7 листопада виконавцем і генпідрядником робіт було призначено маріупольське ВАТ «Проектно-будівельне підприємство „Азовінтекс“». Міністерство регіонального розвитку та будівництва вибрало цю компанію серед трьох претендентів — іншими потенційними реалізаторами проєкту були архітектурне бюро Юрія Серьогіна (представник німецької компанії «Гохтіф») і турецька компанія «Єдітепе».
11 листопада 2008 року до Львова прибула перша техніка і робітники: 58 одиниць будівельної техніки та близько сотні працівників компанії «Азовінтекс». 20 січня 2009 року розпочато спорудження фундаменту. З початку квітня 2009 на будмайданчику працювали вебкамери, завдяки яким можна спостерігати процес будівництва наживо.
Будівництво було фактично завершено 25 вересня 2011 року укладанням натурального газону.

### Відкриття і перші матчі

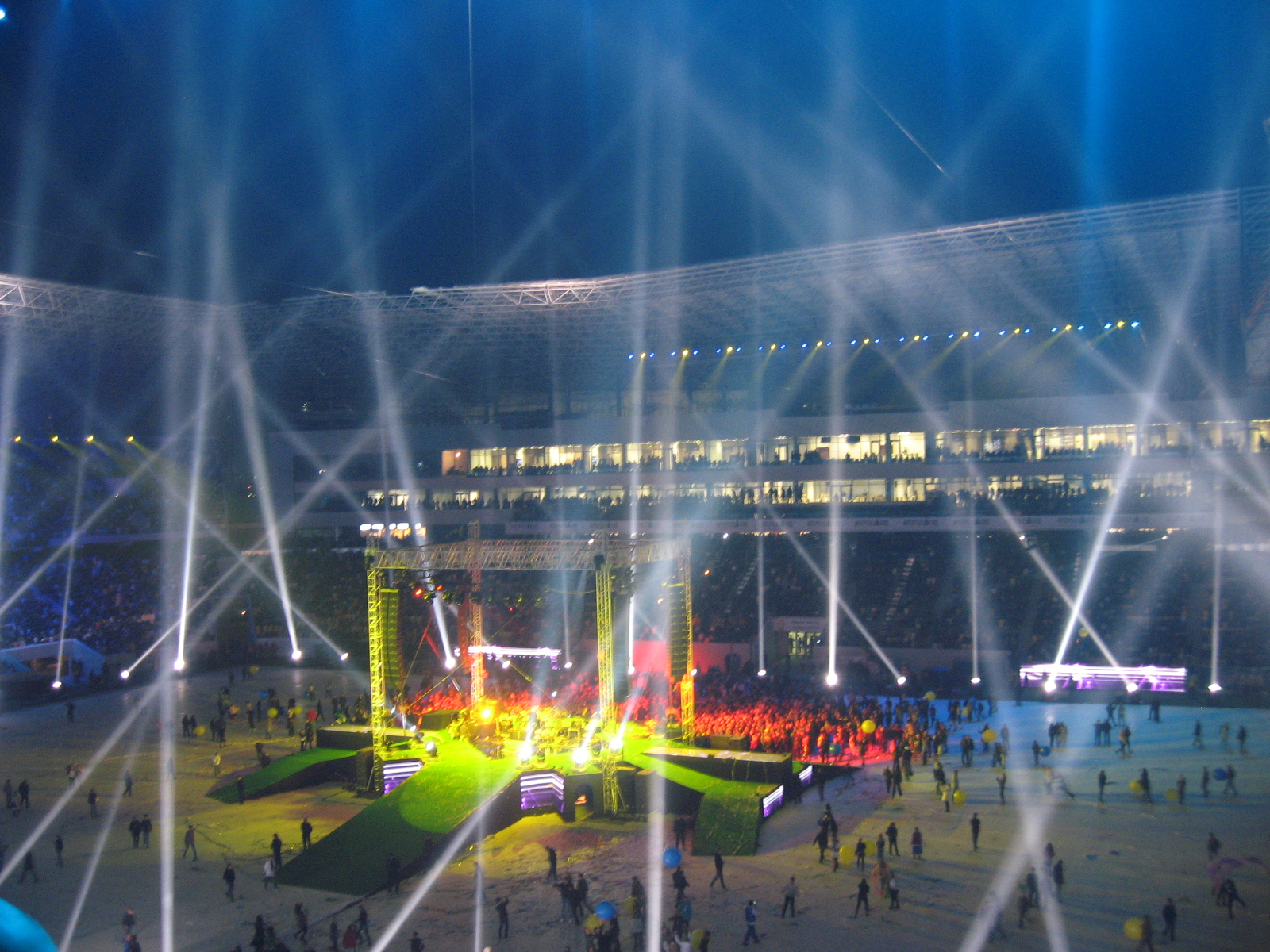
Урочисте відкриття. Виступ співачки Анастейші

Церемонія відкриття нового стадіону відбулася в суботу 29 жовтня 2011 року. Сценарій церемонії присвятили історії становлення та розвитку Львова. Серед урочистостей були зокрема театралізоване дійство, у якому взяли участь понад 1000 осіб — професійні актори-танцівники та волонтери, лазерне шоу, документальний фільм про будівництво спортивної арени, парад зірок українського спорту, виступи французького цирку «Plasticiens Volants», американської співачки Анастейші та української співачки Руслани.
Церемонія розпочалась о 19:30 і тривала 1 годину 45 хвилин. Відкриття показала в записі ТРК «Україна». Телевізійну трансляцію здійснювала компанія Profit Production. Режисером телеверсії події був Андрій Дончик. Ведучі церемонії, як і на відкритті «Олімпійського» в Києві, — Сніжана Єгорова та Юрій Кот.
15 листопада 2011 на стадіоні відбулася перша офіційна гра — товариський матч між національними збірними України та Австрії. Матч закінчився перемогою української збірної з рахунком 2:1.
10 грудня 2011 року на стадіоні вперше відбувся матч чемпіонату України, в якому львівські «Карпати» поступились київському «Динамо» з рахунком 0:1. Уболівальники обох команд використали кілька димових шашок, що спричинило димову завісу й зупинку матчу на 10 хвилин.. 
30 вересня 2014 року на стадіоні відбувся перший у Львові матч Ліги Чемпіонів, в якому у 2-ому турі групового етапу турніру донецький Шахтар приймав клуб Порту (2:2).

### Євро-2012 і незатребуваність після турніру (2012-14)

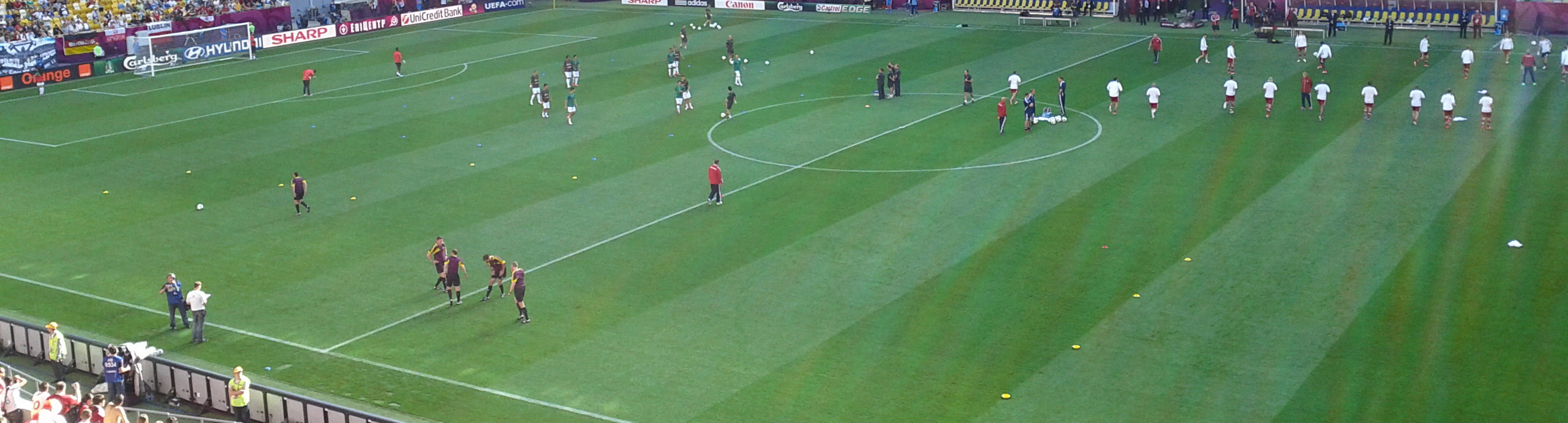
Арена Львів перед матчем Данія — Португалія, 13 червня 2012

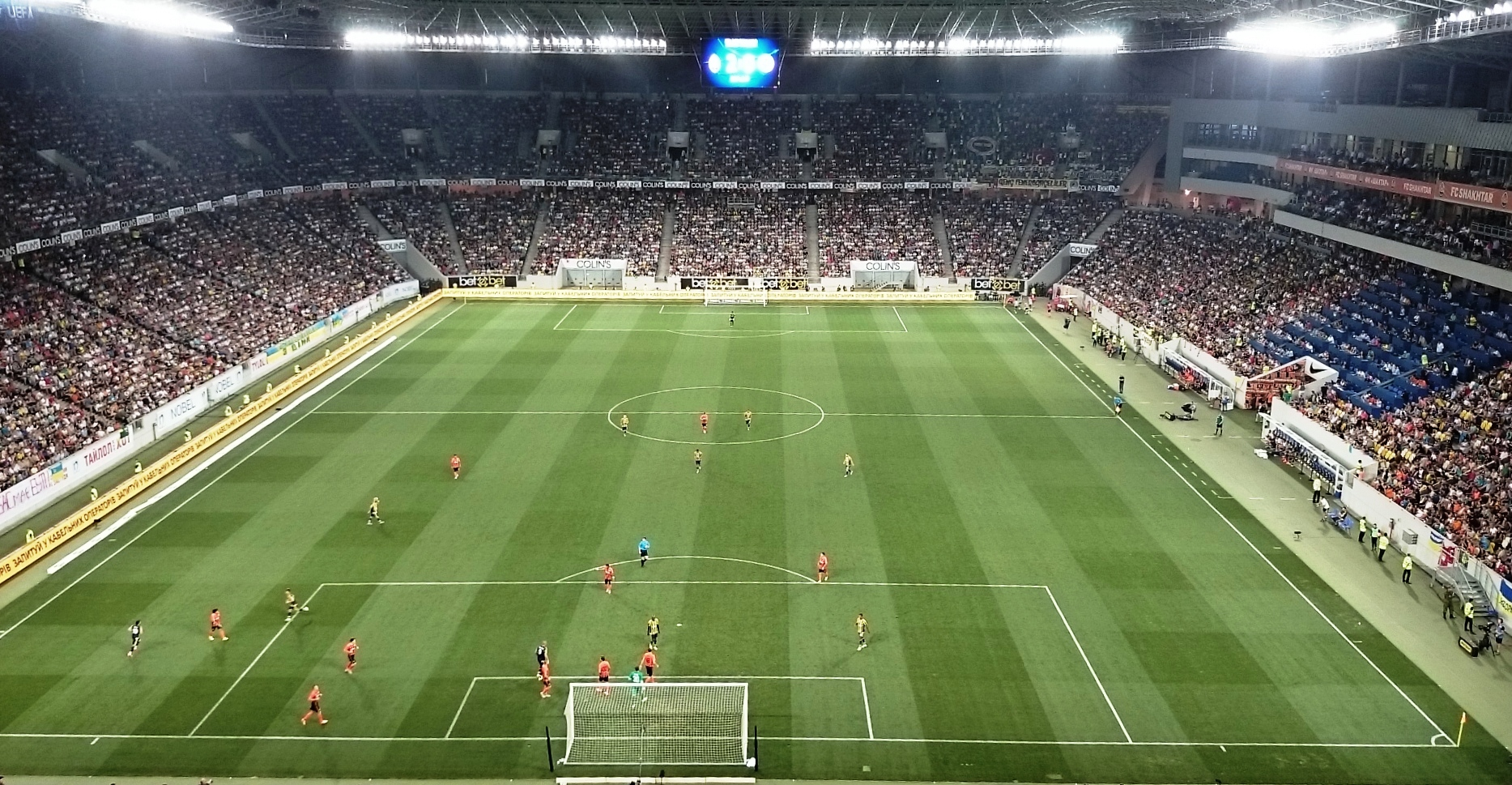
Матч «Шахтар» – «Фенербахче», 5 серпня 2016

Стадіон був одним з місць проведення чемпіонату Європи з футболу 2012. Він приймав три матчі Групи B:
| Дата           | Час (київський) | Господар  | Результат | Гість      | Раунд   | Голи                                                             | Глядачі |
| -------------- | --------------- | --------- | --------- | ---------- | ------- | ---------------------------------------------------------------- | ------- |
| 9 червня 2012  | 21.45           | Німеччина | 1–0       | Португалія | Група B | Гомес 72 хв.                                                     | 32 990  |
| 13 червня 2012 | 19.00           | Данія     | 2–3       | Португалія | Група B | Пепе 24 хв. Пошті́га 36 хв. Бендтнер 41 хв., 80 хв. Варела 87 хв. | 31 840  |
| 17 червня 2012 | 21.45           | Данія     | 1–2       | Німеччина  | Група B | Подольскі 19 хв. Крон-Делі 24 хв. Бендер 80 хв.                  | 32 990  |

З осені 2012 року львівські «Карпати» перестали проводити матчі на «Арені Львів» і повернулися на старий стадіон, оскільки керівництво клубу і міська влада Львова не дійшли згоди з питання передачі «Карпатам» 17 га землі довкола стадіону «Україна».

### Дискваліфікація на відбір до ЧС 2018
27 вересня 2013 року дисциплінарний комітет ФІФА ухвалив рішення про дискваліфікацію стадіону з 27 вересня на час проведення відбору до чемпіонату світу 2018. Таке рішення було прийнято на підставі доповіді FARE про використання на матчі фаєрів, демонстрації прапорів дивізії СС «Галичина» та нацистського привітання під час матчу проти збірної Сан-Маріно 6 вересня 2013..

### Відбір до Євро 2016 і єврокубки 2014-16
15 травня 2014 року стало відомо, що через політичну ситуацію на сході України міжнародні футбольні матчі під егідою УЄФА дозволено приймати лише двом стадіонам України — НСК «Олімпійський» у Києві, і «Арені Львів» у Львові. 17 липня 2014 року УЄФА дозволила проводити єврокубкові матчі також і в Одесі, Дніпропетровську.. Але пізніше через відмову футбольного клубу «Копенгаген» їхати до Дніпропетровська заборонила проводити матчі в цьому місті і запропонувала провести матч 3-го кваліфікаційного раунду Ліги Чемпіонів Дніпро — Копенгаген у Львові або у Києві. «Дніпро» вибрав Київ. Через деякий час в Одесі знову заборонили проводити матчі. «Арена Львів» стала місцем проведення матчів чемпіонату України та єврокубків для донецького «Шахтаря». Поєдинки під егідою УЄФА не потрапляють під санкції ФІФА.

### Домашній стадіон
В 2014-16 роках через війну на Сході України стадіон став тимчасовою домашньою ареною донецького «Шахтаря», при чому донеччани проводили тут також матчі Ліги чемпіонів. Взимку 2017 року команда перебралася до Харкова. 
Також домашні матчі на Арені Львів проводив рівненський «Верес» (сезон УПЛ 2017-18), луганська «Зоря» (сезон Ліги Європи 2017-18) і «Олександрія» (сезон Ліги Європи 2019-20). В першому колі сезону УПЛ 2018-19 стадіон був домашньою ареною футбольного клубу «Львів» у Прем'єр-лізі (доти команда грала в Другій лізі на стадіоні «Скіф»). На друге коле команда перебралася на «Україну».

## Команди
- Збірна України (зокрема жіноча і молодіжні, з 2011)
- «Карпати» (2011-12) (2016-17)
- «Шахтар» (2014-16) (2022-т.ч.)
- «Верес» (2017-18)
- «Зоря» (лише на матчі єврокубків, 2017)
- «Львів» (2018-2023)
- «Олександрія» (лише на матчі єврокубків, 2019)
- Рух (з 2020)

## Ігри національної збірної України
| Дата              | Турнір            | Господарі | Рахунок | Гості                | Голи | Глядачі          |
| ----------------- | ----------------- | --------- | ------- | -------------------- | --- | ---------------- |
| 15 листопада 2011 | ТМ                | Україна   | 2–1     | Австрія              | 1-0: Мілевський 18 хв. 1-1: Янко 71 хв. 2-1: Девич 90+2 хв.                                                                                     | 31 879           |
| 15 серпня 2012    | ТМ                | Україна   | 0–0     | Чехія                | — | 33 153           |
| 6 вересня 2013    | КЧС-2014          | Україна   | 9–0     | Сан-Марино ·         | Девич 11 хв. Селезньов 26 хв. Едмар 32 хв. Хачеріді 45+1 хв. Коноплянка 50 хв. Хачеріді 54 хв. Безус 63 хв. Федецький 74 хв. Ракицький 90+4 хв. | 34 190           |
| 12 жовтня 2014    | КЧЄ-2016          | Україна   | 1–0     | Північна Македонія   | 1-0: Сидорчук 45+2 хв. | 33 978           |
| 31 березня 2015   | ТМ                | Україна   | 1–1     | Латвія ·             | 1-0: Ярмоленко 35 хв. 1-1: Максименко 90+2 хв.                                                                                                  | 17 925           |
| 14 червня 2015    | КЧЄ-2016          | Україна   | 3–0     | Люксембург ·         | 1-0: Кравець 49 хв. 2-0: Гармаш 57 хв. 3-0: Коноплянка 87 хв.                                                                                   | 21 635           |
| 5 вересня 2015    | КЧЄ-2016          | Україна   | 3–1     | Білорусь ·           | 1-0: Кравець 7 хв. 2-0: Ярмоленко 30 хв. 3-0: Коноплянка (п) 40 хв. 3-1: Корніленко (п) 62 хв.                                                  | 32 648           |
| 14 листопада 2015 | КЧЄ-2016, плей-оф | Україна   | 2–0     | Словенія ·           | 1-0: Ярмоленко 22 хв. 2-0: Селезньов 54 хв. | 34 915[джерело?] |
| 10 листопада 2017 | ТМ                | Україна   | 2–1     | Словаччина ·         | 0-1: Штетіна 10 хв. 1-1: Ярмоленко 39 хв. 2-1: Коноплянка 54 хв.                                                                                | 30 500           |
| 9 вересня 2018    | ЛН 2018-19        | Україна   | 1–0     | Словаччина ·         | 1-0: Ярмоленко 80 (п.) хв. | без глядачів     |
| 7 червня 2019     | КЧЄ-2020          | Україна   | 5–0     | Сербія               | 1-0: Циганков 26 хв. 2-0: Циганков 28 хв. 3-0: Коноплянка 46 хв. 4-0: Яремчук 59 хв. 5-0: Коноплянка 75 хв.                                     | 34 400           |
| 10 червня 2019    | КЧЄ-2020          | Україна   | 1–0     | Люксембург           | 1-0: Яремчук 6 хв. | 34 117           |
| 3 вересня 2020    | ЛН-2020           | Україна   | 2–1     | Швейцарія            | 1-0: Ярмоленко 14 хв. 1-1: Сеферович 41 хв. 2-1: Зінченко 68 хв.                                                                                | без глядачів     |
| 12 жовтня 2021    | КЧС-2022          | Україна   | 1–1     | Боснія і Герцеговина | 1-0: Ярмоленко 15 хв. 1-1: Ахмедходжич 77 хв.                                                                                                   | 23 810           |

## Ігри молодіжної збірної України
| Дата              | Турнір   | Господарі | Рахунок | Гості    | Голи                                              |
| ----------------- | -------- | --------- | ------- | -------- | ------------------------------------------------- |
| 13 серпня 2013    | ТМ       | Україна   | 4-0     | Греція   | Будківський (2), Цуріков, Кулач                   |
| 09 вересня 2013   | КЧЄ 2015 | Україна   | 0-2     | Хорватія | Ребич 16' Брозович 19'                            |
| 15 листопада 2019 | КЧЄ 2021 | Україна   | 2-3     | Данія    | Русин 63' Цітаішвілі 73' - Сков Ольсен 5' 24' 59' |
| 16 листопада 2021 | КЧЄ 2023 | Україна   | 2-1     | Сербія   | Криськів 9' Судаков 81' - Митрович 78'            |

## Ігри жіночої збірної України
| Дата            | Турнір            | Господарі | Рахунок | Гості      | Голи                                                                                |
| --------------- | ----------------- | --------- | ------- | ---------- | ----------------------------------------------------------------------------------- |
| 14 червня 2014  | Відбір до ЧС 2015 | Україна   | 7-0     | Чорногорія | Дятел 31', 50' Яковишин 33' Апанащенко 58' Бойченко 61' Мркіч 76' (а) Романенко 79' |
| 19 червня 2014  | Відбір до ЧС 2015 | Україна   | 1-2     | Англія     | Овдійчук 63' - Стоуні 11' Алюко 14'                                                 |
| 13 вересня 2014 | Відбір до ЧС 2015 | Україна   | 8-0     | Туреччина  | Романенко 33' Бойченко 44' 45' 53' Яковишин 67' 69' 77' Дятел 80'                   |
| 17 вересня 2014 | Відбір до ЧС 2015 | Україна   | 1-0     | Уельс      | Романенко 61'                                                                       |
| 29 жовтня 2014  | Відбір до ЧС 2015 | Україна   | 2-2     | Італія     | Дятел 26' 47' - Габбьядіні 55' Паніцо 79'                                           |
| 22 жовтня 2015  | Відбір до ЧЄ 2017 | Україна   | 2-2     | Румунія    | Андрущак 63' Романенко 71' - Войцу 13' Гиоргиу 82'                                  |
| 27 жовтня 2015  | Відбір до ЧЄ 2017 | Україна   | 0-3     | Франція    | Делі 42' Буссалья 59' Майрі 68'                                                     |
| 08 квітня 2016  | Відбір до ЧЄ 2017 | Україна   | 2-0     | Албанія    | Апанащенко 15', 74' (п)                                                             |
| 07 червня 2016  | Відбір до ЧЄ 2017 | Україна   | 2-0     | Греція     | Апанащенко 2' (п) Бойченко 44'                                                      |
| 15 вересня 2017 | Відбір до ЧС 2019 | Україна   | 1-1     | Хорватія   | Апанащенко 75' (п) - Руделіч 90+1'                                                  |
| 08 червня 2018  | Відбір до ЧС 2019 | Україна   | 1-5     | Данія      | Овдійчук 90+3' - Надім 6', 52' (п) Хардер 33' Троельсгор 81', 90+4'                 |
| 12 червня 2018  | Відбір до ЧС 2019 | Україна   | 1-0     | Швеція     | Апанащенко 41'                                                                      |
| 03 вересня 2019 | Відбір до ЧЄ 2022 | Україна   | 0-8     | Німеччина  | Дебріц 5', 80', 88' Магулль 29' Раух 32' Обердорф 54' Гут 85' Маєр 90+2'            |

## Ігри дівочої збірної України
| №  | Дата       | Турнір            | Господарі | Рахунок | Гості      |
| -- | ---------- | ----------------- | --------- | ------- | ---------- |
| 01 | 02.08.2013 | Відбір до ЧЄ 2014 | Україна   | 1-4     | Нідерланди |
| 02 | 04.08.2013 | Відбір до ЧЄ 2014 | Україна   | 0-3     | Фінляндія  |
| 03 | 07.08.2013 | Відбір до ЧЄ 2014 | Україна   | 3-3     | Словаччина |

## Музичні події
- 18 травня 2013 року на стадіоні пройшов сольний концерт гурту Дзідзьо. На виступ прийшло за різними даними від 22 000 до 25 000 глядачів.[36][37] Дзідзьо став першим гуртом, який провів концерт на новому стадіоні.

- 1 червня 2013 року на стадіоні відбувся сольний концерт гурту «Океан Ельзи» в рамках туру Земля. Виступ зібрав понад 30 тисяч глядачів.[38]

- 8 червня 2013 року відбувся фестиваль електронної музики Ultrasonic.
- 31 травня 2014 року в честь 20-літнього ювілею «Океана Ельзи» Святослав Вакарчук із командою знову виступили на «Арені-Львів», зібравши близько 40 000 глядачів, незважаючи на безперервний дощ.[39]

- 24 серпня 2014 року на День Незалежності України «Океан Ельзи» втретє виступив на «Арені Львів». Концерт транслювали на каналі «1+1».
- Починаючи з 2014 року, наприкінці вересня - на початку жовтня на «Арені Львів» проходить фестиваль електронної музики Futureland Festival [Архівовано 30 жовтня 2017 у Wayback Machine.] у рамках найбільшої технологічної конференції у Східній Європі ІТ Арена.
- 21 червня 2015 року на стадіоні відбувся концерт пам'яті Кузьми Скрябіна. Виступили відомі співаки та рок-групи України.
- З серпня 2016 року у переддень святкування Дня незалежності щорічно відбувається музичний фестиваль-концерт національного телепроєкту «Українська пісня / Ukrainian Song Project».

## Цікаві факти
- Національна збірна України жодного разу не програла на «Арені Львів»

## Логотип

Старий логотип
Новий логотип